# Senitão Cosroes
Senitão Cosroes (em grego: Σενήταμ Χοσρόης; romaniz.: Senítam Chosróes; em armênio: Սենիտամ Խոսրով; romaniz.: Senitam Ḫosrov) foi um oficial militar sassânida do início do século VII, ativo na Armênia bizantina entre 605/6-606/7 sob o xá Cosroes II (r. 590–628).

## Nome
Osroes (em grego: Οσρόης, Osróēs) ou Cosroes (Χοσρόης, Chosróēs) é a variante grega e latina do parta e persa médio Cusrou (𐭇𐭅𐭎𐭓𐭅, Xusrōw) ou Cusrau (Xusraw), que por sua vez deriva do avéstico Haosraua (Haosrauuah), "aquele que tem boa fama". Foi registrado em armênio como Cosrove (Խոսրով, Xosrov), em árabe como Quisra (كسرى, Kisra) em persa novo como Cosrove (خسرو, Ḫosrow).

## Vida
Aparece pela primeira vez em 605/6, quando nomeado líder da invasão persa na Armênia, em sucessão a Datoiano. Flanqueia tropas bizantinas de Teodósio Corcorúnio em Anglo e apesar da solicitação de negociação, atacou-os de surpresa e os perseguiu. Ele então derrotou outro exército em Bassiana, o que possibilitou a conquista de várias fortalezas. Foi sucedido em 606/7 por Astate Iestaiar.